# Пирофиллит
Пирофилли́т — (англ. pyrofylite) минерал класса силикатов слоистого строения. Название — от др.-греч. πῦρ — «огонь» и φύλλον — «лист» (расщепляется на листочки при нагревании). Синоним — пироксит. Открыт Гансом Рудольфом Германном в 1829 году.

## Общее описание
Al в пирофиллите может частично замещаться Mg, Fe. Обычные примеси Са, Na, K, Ti. Сингония моноклинная. Призматический вид. Образует пластинчатые массы и пластинчато-лучистые сплошные скопления. Плотность 2,72. Твердость 1,5. Цвет белый с желтоватым оттенком, бледно-зеленый. Жирный на ощупь. В шлифах бесцветный. Блеск стеклянный. Встречается как гидротермальный, низкотемпературный минерал в некоторых богатых глиноземом метаморфических сланцах и экзогенных породах вместе с кварцем, андалузитом, кианитом, тальком, каолинитом.
Распространение: Рудные горы (ФРГ), Банска-Штьявница (Словакия), Секеримб (Румыния), Урал (РФ), штат Северная Каролина (США).Овручско-Словечанский кряж (Украина)